# Whetstone Mountains

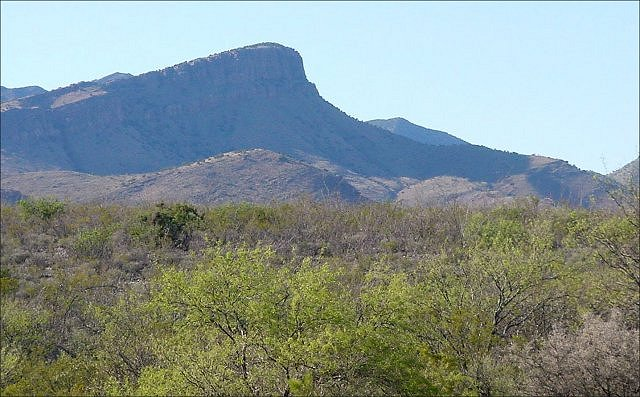
Whetstone Mountains.

Le Whetstone Mountains sono una catena montuosa nel sud-est dell'Arizona.